# Zamek Lubomirskich w Równem
Zamek Lubomirskich w Równem – zbudowany w XV w. przez księżnę Marię Nieświecką. W XVIII wieku przebudowany na pałac przez ród Lubomirskich.

## Historia
Księżna Maria Nieświecka, żona ks. Semena Wasilewicza Nieświeckiego, rozpoczęła w Równem budowę zamku. Po 1507 r. zamek się spalił i ks. Maria postanowiła postawić nowy. W lustracji zamków wołyńskich z 1545 r. Równe występuje jako własność królewska, którą dzierżawili ks. Kurcewicz i ks. Bułycha. Na początku XVIII w. po pożarach i najazdach Szwedów i Rosjan tylko zamek, dawnej fundacji ks. Nieświeckiej, utrzymywany przez ks. Ostrogskich był w dobrym stanie.

## Pałac
Jerzy Aleksander Lubomirski, hrabia na Wiśniczu i Jarosławiu przebudował dawny zamek w Równem, spalony w 1694 r., na pałac. Budowla wykończona została dopiero przez syna wojewody, ks. Stanisława, który dzieląc się majątkiem po ojcu z bratem Józefem, otrzymał w 1738 r. m.in. Równe. Ks. Józef Lubomirski (1749–1817), syn Stanisława, przerobił i ozdobił dawny zamek ostatecznie przekształcony na pałac i urządził wspaniałe ogrody. Pałac wznosił się na wyspie i flankowały go dwie boczne drewniane oficyny. Na wyspę prowadziły dwa mosty (w tym zwodzony). W przylegającym parku wznosiła się tzw. Świątynia Wspomnień, Świątynia Gotycka, Grota, Wzgórze Wezuwiusza, Strażnica Angielska, a także m.in. oranżeria, stajnie, maneż. Pod koniec 1792 r. przez parę dni w pałacu gościł Tadeusz Kościuszko. Za czasów Fryderyka Lubomirskiego – syna Józefa pałac podupadł, ponieważ książę w 1817 roku przeprowadził się do pałacyku "Na Górce" we wschodniej części miasta.
Po 1835 roku na terenie dawnego ogrodu pałacowego wzniesiono budynek Gimnazjum Łuckiego, które przeniesiono do Równego z Klewania z inicjatywy Fryderyka Lubomirskiego. W 1844 roku Kazimierz Lubomirski przekazał pałac na potrzeby szkolnictwa. Wykonany w 1845 opis pałacu wskazywał, że obiekt był w złym stanie, np. nie było szyb w oknach i odpadał tynk ze ścian. Władze oświatowe nie mając pieniędzy na remont, w 1859 roku oddały gmach z powrotem Kazimierzowi Lubomirskiemu. W latach 80. XIX wieku pałac był opisywany jako zrujnowany.
W okresie międzywojennym w sali balowej organizowano wieczory muzyczne i artystyczne oraz zaczęły być organizowane wystawy i spektakle.
Pałac spłonął w roku 1927, co w wyniku pozbawienia go dachów, doprowadziło do szybkiego niszczenia murów. We wrześniu 1939 roku rozpoczęła się okupacja Równego przez Związek Radziecki, podczas której podjęto decyzję o wysadzeniu murów pałacu, co zrealizowano w kwietniu 1940 roku. Nadal istniejące pozostałości pałacu zburzono w latach 60. XX wieku. 
Pałac opisał go Roman Aftanazy w swoich Dzieje rezydencji na dawnych kresach Rzeczypospolitej, w tomie V oraz XI.

## Galeria

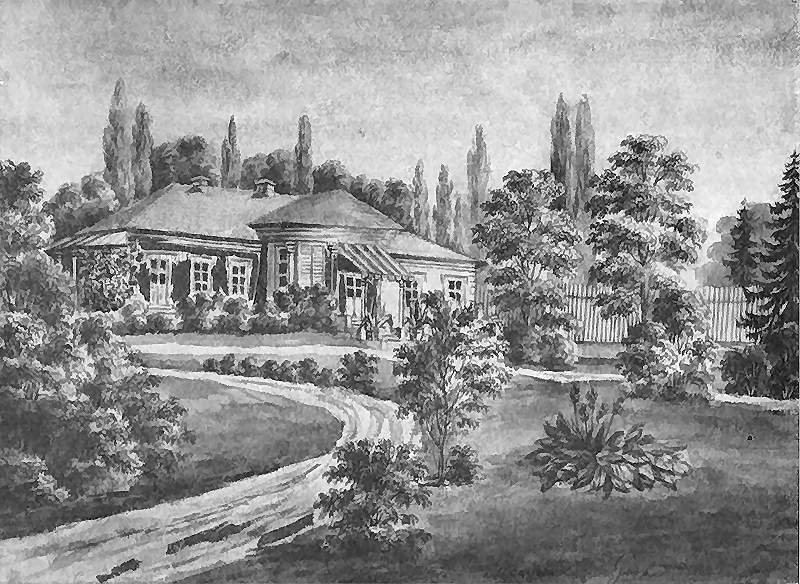
Dwór na Górce
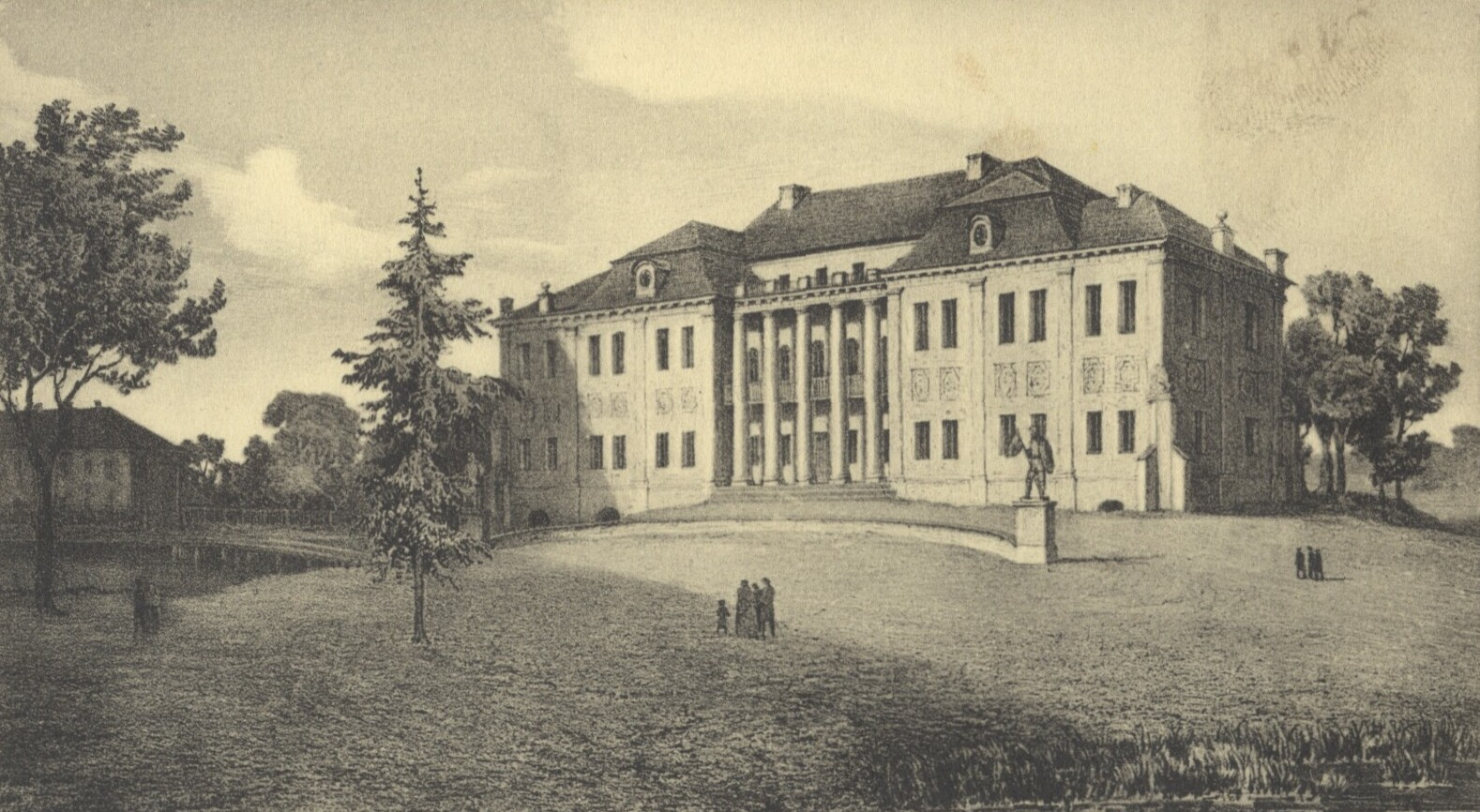
Pałac wg Napoleona Ordy
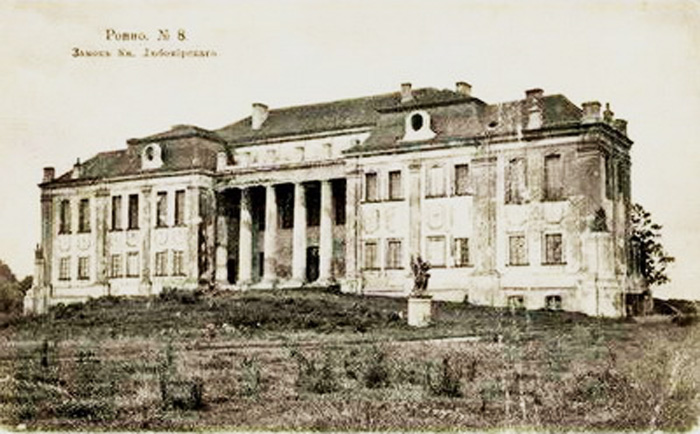
Pałac na początku XX w.
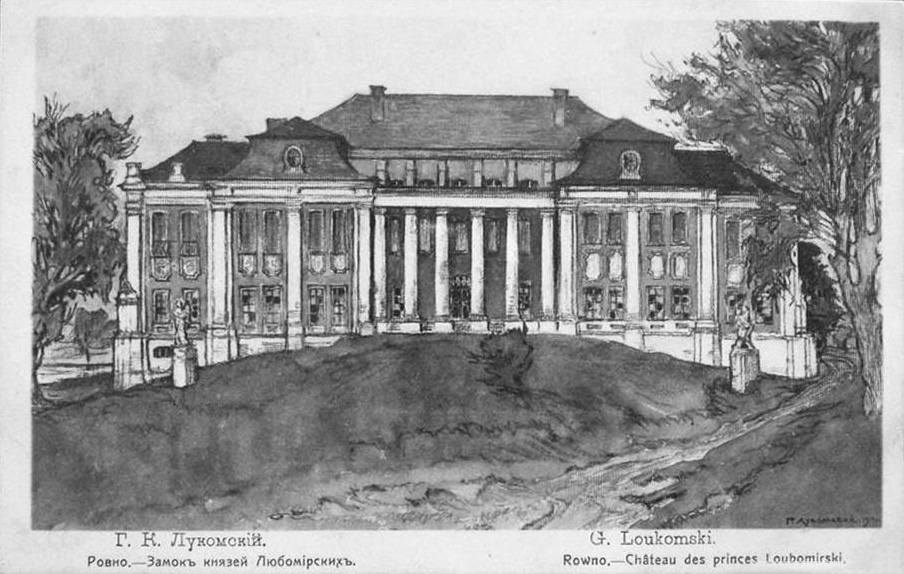
Pałac pomiędzy 1900 a 1919
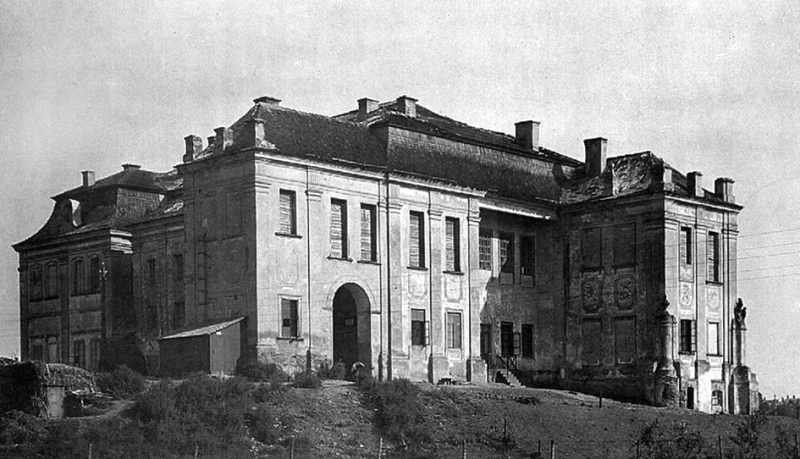
Bok pałacu w 1927
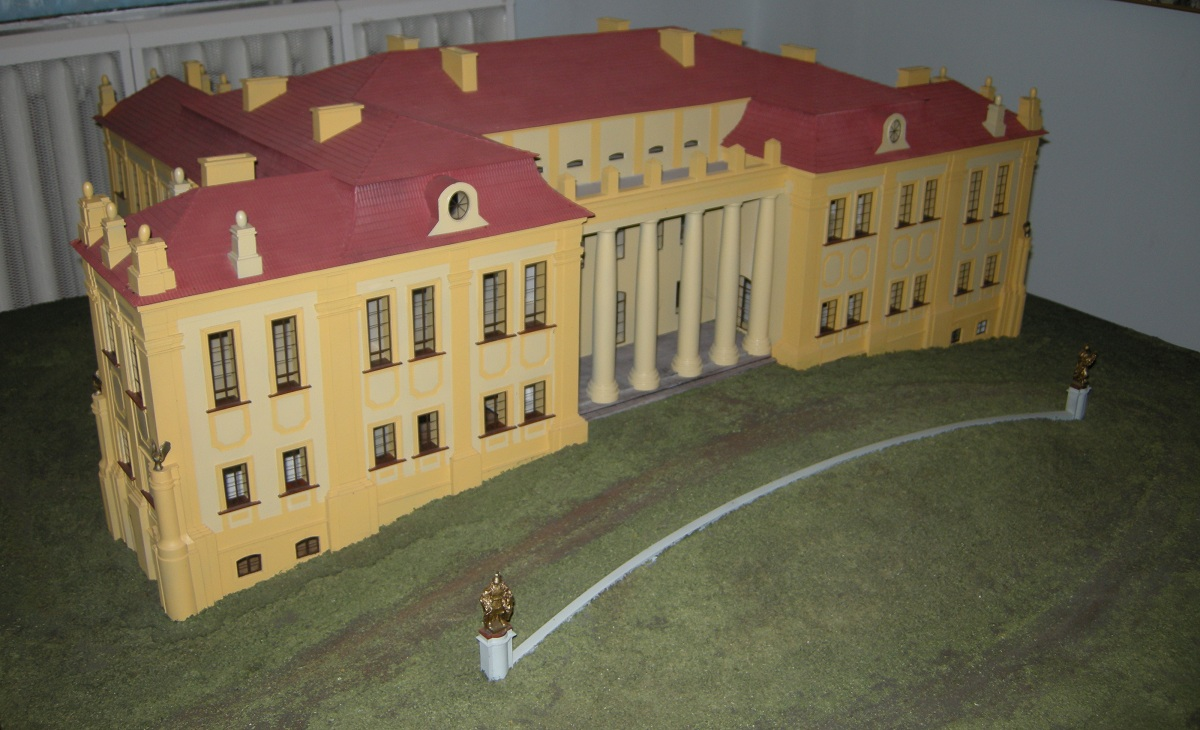
Makieta pałacu